# Villamblard
Villamblard é uma comuna francesa na região administrativa da Nova Aquitânia, no departamento Dordonha. Estende-se por uma área de 20,33 km². Em 2010 a comuna tinha 913 habitantes (densidade: 44,9 hab./km²).